# Fiat Chrysler Automobiles

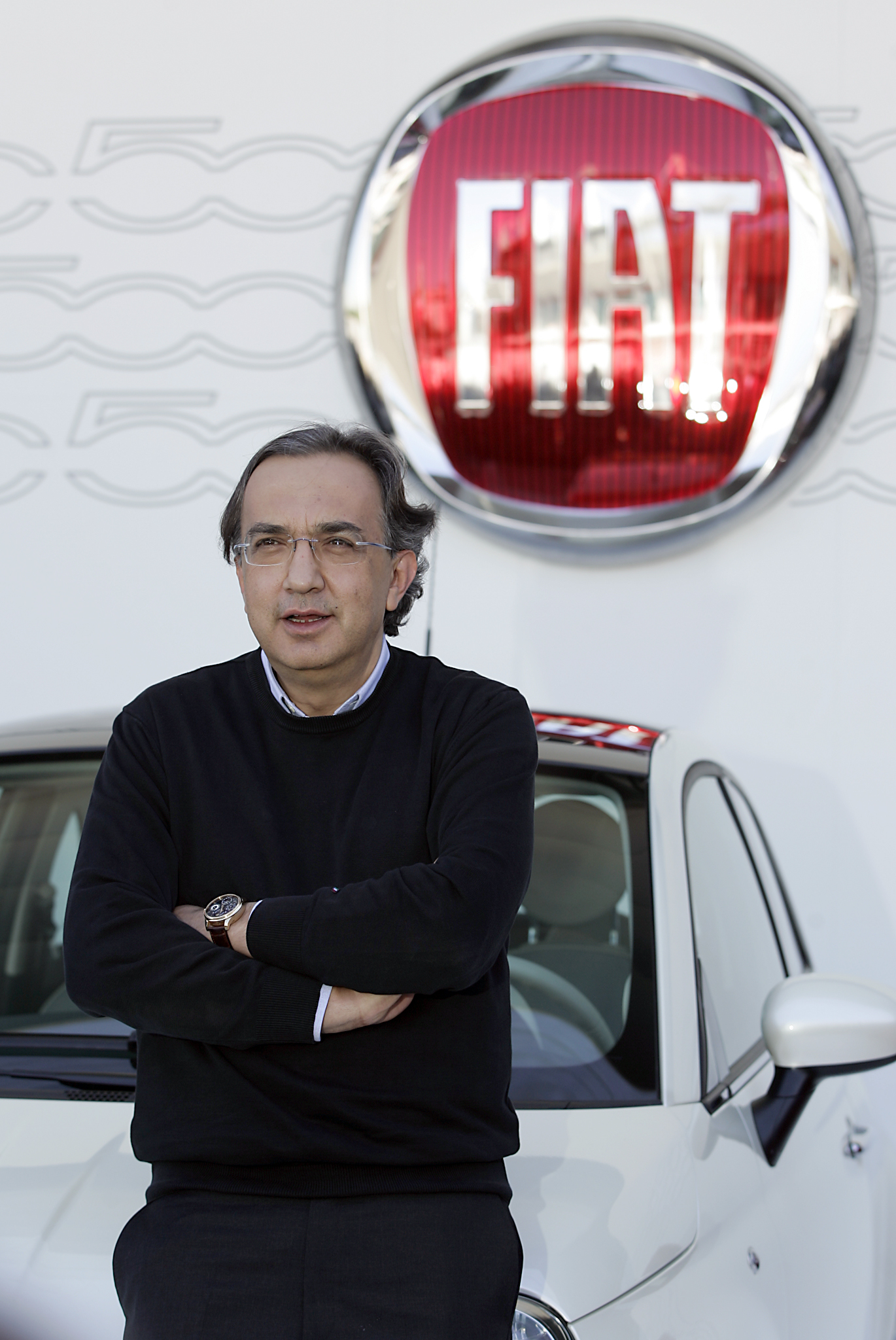
Sergio Marchionne var skräddaren som sydde ihop italienska Fiat med amerikanska Chrysler/Jeep.

Fiat Chrysler Automobiles (FCA) var en biltillverkare med huvudkontor i London och juridiskt säte i Amsterdam. FIAT köpte 58,5% av amerikanska Chrysler Group 2012. 2014 följde en omstrukturering varpå Fiat Chrysler Automobiles (FCA) bildades när Fiat S.p.A. blev en del av ett nytt holdingbolag, Fiat Chrysler Automobiles N.V., med säte i Nederländerna och huvudkontor i London. Verksamheten bestod av FCA Italy (tidigare Fiat Group) och FCA US (tidigare Chrysler). 
I koncernen ingick varumärken som Alfa Romeo, Chrysler, Dodge, Fiat, Fiat Professional, Jeep, Lancia, Ram Trucks, Abarth, Mopar och SRT. FCA ägde Maserati, Comau, Magneti Marelli och Teksid.
Fiat Chrysler Automobiles ägdes av Exor S.p.A.
Exor grundades 27 juli 1927 av industrimagnaten Giovanni Agnelli och kontrolleras av familjen Agnelli som äger 51,39% av investmentbolaget. Exor äger även CNH Industrial där bland annat Iveco numera ingår.
4 januari 2021 beslöt ägarna av FCA att bolaget skulle gå samman med franska Groupe PSA och bilda den nya bilkoncernen Stellantis.

## Bilmärken
Nyttofordonstillverkningen återfinns numera i CNH Industrial där Fiats tidigare lastbilsdivision Iveco återfinns. Iveco skapades genom en sammanslagning mellan bland andra OM och UNIC 1975.

### FCA i Italien
- Fiat
- Alfa Romeo (sedan 1986)
- Lancia (sedan 1969)
- Maserati
- Abarth

Nedlagda
- Innocenti
- Autobianchi

Tidigare ägda
- Ferrari (1969 – 4 januari 2016)

### FCA i USA
- Chrysler
- Dodge
- Jeep
- Ram Trucks

Nedlagda
- Fargo
- AMC
- Desoto
- Eagle
- Imperial
- Plymouth